# Episteme distincta
Episteme distincta is een vlinder uit de familie van de uilen (Noctuidae). De wetenschappelijke naam van de soort is, als Eusemia distincta, voor het eerst geldig gepubliceerd in 1875 door Butler.